# Nowe Kamienice
Nowe Kamienice [pronunciación en polaco: /ˈnɔvɛ kamjɛˈnit͡sɛ/] es una aldea en el distrito administrativo de Gmina Ostrów Wielkopolski, dentro del condado de Ostrów Wielkopolski, Voivodato de la Gran Polonia, en el centro-oeste de Polonia. Se encuentra a unos 14 kilómetros al este de Ostrów Wielkopolski y 110 kilómetros al sureste de la capital regional Poznań.
El pueblo tiene una población de 160 habitantes.